# Canottaggio ai Giochi della III Olimpiade - Due senza maschile
La competizione del Due senza dei Giochi della III Olimpiade si è svolta al Creve Coeur Lake (Maryland Heights) il giorno 30 luglio 1904.

## Risultati
| Pos.    | Atleta                                       | Nazione     | Tempo         |
| ------- | -------------------------------------------- | ----------- | ------------- |
| Oro     | Seawanhaka Boat Club Robert Farnan Joe Ryan  | Stati Uniti | 10'50"7       |
| Argento | Atalanta Boat Club John Mulcahy Bill Varley  | Stati Uniti | a 4 lunghezze |
| Bronzo  | Western Rowing Club John Joachim Joe Buerger | Stati Uniti | n/d           |